# Železná Breznica
Železná Breznica je obec na Slovensku v okrese Zvolen.

## Polohopis
Obec leží v severozápadní části zvolenského okresu. Větší část území zabírá Turovské předhůří, které je součástí Kremnických vrchů. Severně od obce v Kremnických vrších se nachází Národní přírodní rezervace Mláčik, která byla v roce 1982 prohlášena za státní přírodní rezervaci.

## Dějiny
V 15. století obec patřila k panství Dobrá Niva, které se vyčlenilo ze Zvolenského panství po vybudování hradu. Název Železné Breznice, situované v blízkosti důlních měst prozrazuje, že již v 15. století představovala významné středoslovenské železorudné středisko. Většina jejích obyvatel byla zaměstnána v dolech a hutích a také se živila výrobou uhlí.

## Kultura a zajímavosti

### Památky
- Kaple sv. Anny v části Huta, jednolodní barokní stavba z roku 1755.[3] Kaple má hladké fasády.
- Boží muka, lidová bělená stavba z roku 1715.[4]
- Obecní zvonice, zděná stavba na půdorysu čtverce s jehlancovou helmicí.

## Galerie

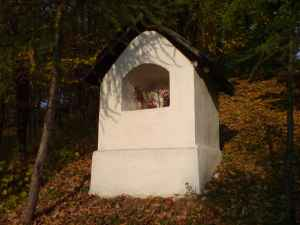
Barokní Boží muka
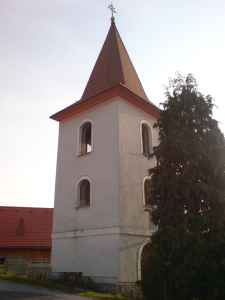
Obecní zvonice
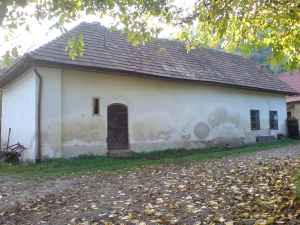
Správcovská budova bývalé huty
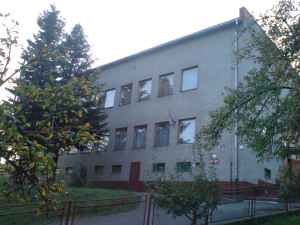
Obecní úřad
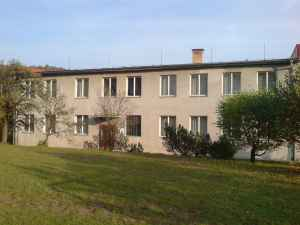
Mateřská škola
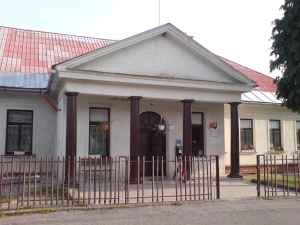
Detský domov Ratolesť